# 天宝伏妖録
『天宝伏妖録（てんぽうふくようろく）』は非天夜翔（フェイティエンイエシャン）による中国の小説。およびそれを原作としたアニメ、ラジオドラマ。

## 概要
唐時代の中国を舞台にしたファンタジー小説。中国のオンライン小説サイト「晋江文学城」にて2017年5月から12月まで連載。アニメ、漫画、ラジオドラマ、と多彩なメディアミックスを行っている。
同作者による小説「定海浮生録」と世界観を共有しており、此方は五胡十六国時代を舞台にした物語である。

## あらすじ
天宝12年（西暦753年）、唐の都、長安には妖怪が潜み、人間を脅かしていた。同時期に妖怪退治に秀でた5人の青年が長安に集う。身分、出身地もそれぞれ異なる青年たちは唐を守るため駆魔司として就任することになる。

## 登場人物

### 駆魔司
駆魔司（くまし）は朝廷によって結成された妖怪退治専門の官職。主に、大理寺（裁判所）で扱う事案の中で、妖怪の関与が疑われるものが回されてくるが、内容は些末なものから血生臭いものまで多様でかつ量も多く、駆魔司メンバーを辟易させている。記念すべき最初の事案は、ペットの猫探しであった。
長安の金城坊に拠点を構える。設司者である狄仁傑（てきじんけつ）の死後は後任がおらず、建物も長い間放置されたまま廃屋と化していた。長史となった李景瓏の手配によって改装され、職場兼駆魔司メンバーの住居となる。ホールには狄仁傑の肖像が掛けられ、不動明王像が置かれている。中庭には池があり趙子龍の居場所となっている。
李景瓏（リー・ジンロン）
声 - 辺江（ビエン・ジャン）
本作の主人公。20歳。龍武軍の校尉。駆魔司の長史に任命される。武器は剣。
両親が他界した後、家財を注ぎ込んで古い剣を購入し、いつも持ち歩いている。封常清によって龍武軍に入れられた。
知恵の剣で鴻俊に斬りかかった際に心灯のペンダントが割れ、心灯が体内に入って気絶した。心灯を取り返そうとした鴻俊に娼楼に運ばれ、その結果「勤務中に娼楼に行っていた」という濡れ衣を被ることになった。龍武軍校尉から駆魔司長史への転属という処分となり、（不名誉な）昇格となった。封常清からは仕置きを受け、更には長安中の百姓の笑いものになった。この鴻俊との出会い以降、不運の連続となる。
法力を使えない凡人であるため、妖怪との戦闘では足手纏いになることを本人も心苦しく思っている。上司の立場を堅持するため皆に厳しく接し、当初は鴻俊以外の駆魔司メンバーからは敬遠されがちであった。濡れ衣を着せられた原因である鴻俊に対しても気難しい態度をとっていたが、純粋で打算のない鴻俊と接していくうちに徐々に態度が軟化する。
頭脳明晰で、周到な計画で事件を解決に導いていくうちに、駆魔司メンバーからの信頼を得ていくようになる。弓の名手でもあり、遠く離れて直接見えない場所からでも、音を聞いて獲物との距離と位置を測り、矢を命中させるほどの腕を持っている。
後に心灯の力を開花させ、心灯の力を知恵の剣に注ぐことで戦えるようになる。本来、心灯の正当な継承者ではないことから、心灯の使用は体（特に心臓の経絡）に大きな負担を伴うため、乱用は禁物である。鲲神の教えによって、鴻俊の法力を注入することで心臓の経絡を保護し、負担を軽減できるようになった。
法宝：知恵の剣
不動明王の六つの宝器の一つ。狄仁傑が生前佩いていたという。鴻俊の斬仙飛刀と共鳴する。
心灯
陳家に伝わる法宝だが、200年前に継承者に受け継がれ損ねた。燃灯で魔を浄化することができる。
孔鴻俊（コン・ホンジュン）
声 - 陳錦聞（チェン・ジンウェン）
もう一人の主人公。16歳。半人半妖の少年。武器は飛刀（投擲用の短刀）。
孔雀明王である父孔宣と人間の母賈毓泽の間に生まれる。本名は孔绸星（コン・チョウシン）。容姿端麗で父親似である。
幼少期は両親とともに人間界で暮らしていたが、ある事件で両親を失い、太行山の曜金宮で重明と青雄に育てられた。純粋、天真爛漫な性格で、いたずら好きで（故意ではないが）トラブルを引き起こすこともある。両親の死や人間界で暮らしていた頃の事は覚えておらず、12年後に青雄が駆魔司の招集状を持ち帰った際、重明と青雄から実父の存在と200年前の鳳凰一族と黒蛟の大戦について知らされる。心灯を封じたペンダントを渡され、人間界で三つの事をしてくるよう言いつけられる。一つ目は孔宣を殺害した犯人を見つけること、二つ目は駆魔師となり長安の妖王を駆逐すること、三つ目は心灯を陳家の後継者に返すこと。しかし、長安に向かう途中の村で出くわした妖怪と戦い、飛刀の一本を失くしてしまう。更には、心灯が誤って李景瓏の体内に入ってしまうという前途多難な幕開けとなった。
俗世とは無縁の環境で育ち、人間界でのルールや常識、人間付き合いなどには疎い。しかし生来の性格と学習能力の高さから、すぐに人間界での暮らしに馴染み満喫している。人間界の美味しい食べ物に目がなく、李白の詩を愛している。
法力がなくても諦めず、常に最善を尽くそうと努力する李景瓏の姿に惹かれる。仲間達と兄弟のように打ち解け、共に戦っていくうちに、駆魔司を自分の家のように感じ始める。
幼少の頃から太行山の険しい山で遊んでいたため、見た目に反して体力・腕力はかなりのもの。孔宣から受け継いだ斬仙飛刀と、五色神光の防御で戦う。また薬学の知識もあり、薬を調剤することができる。
法宝：斬仙飛刀
四本の短刀で、それぞれ風雷火水に対応する攻撃を繰り出すことができる。合体させて一本の陌刀（はくとう）に変えることができ、その斬撃の威力は山を崩せる程である。
莫日根（モーリーゲン）
声 - 凌飛（リン・フェイ）
室韋人。フルンボイル草原出身。武器は弓。
転生を繰り返す蒼狼の今生であり、巨大な狼の姿に変身することができる。
失踪した白鹿が妖王に囚われているのではと疑い、白鹿を探すことが長安に来たもう一つの目的である。一族の伝承では歴代の白鹿は全て女性であり、探し出した暁には結婚したいと考えていた。
李景瓏が不在の際は、駆魔司のリーダー的役割を果たす。無鉄砲とも言える作戦を考え、皆を驚かせることもある。
法宝：釘頭七箭
陸許（ルー・シュー）
声 - 蘇尚卿（スー・シャンチン）
軍の斥候の少年。アニメ版第２期の5話から登場する。中国北西部の出身で、戰死尸鬼に襲われた都市から救援要請のために派遣されたが、恐慌状態になっていた。莫日根と出会い、行動を共にするようになる。
夢を守る白鹿の今生だが、転生時に獬獄に襲われ、魂魄の大部分を奪われ魔気で汚染された。肉体は魂魄の一部しか有していなかったため、知的能力に影響をもたらしていた。魔気の汚染から解放され魂魄を取り戻したのち、駆魔司の一員となった。他人の夢を共有したり、書き換えたりすることができる夢境の力と俊足を武器に戦う。鴻俊とは何でも話す親友の仲である。
裘永思（チウ・ヨンスー）
声 - 盧力峰（ルー・リーフェン）
江南人。武器は筆。
杭州出身。礼儀正しく、博識で教養がある。陸許曰く、洞察力はかなり高い。
凶悪な蛟の群れを閉じ込めている鎮龍塔を守る降龍仙尊の跡取りである。父親は隋の２代皇帝煬帝である。外界と時間の流れが異なる鎮龍塔の中で生まれ育ち、祖父の裘虬（チウ・チウ）に育てられた。実は136歳である。200年前に鎮龍塔から逃げ出した黒蛟を探し出すという使命を持っている。
法力によって、周囲の景色を水墨画のように変え、墨を操る。また彫刻や壁画などに描かれた動物達を動かし、戦力とすることができる。気色の悪い妖怪が苦手で弱腰になるが、いざという時は力を発揮する。
阿泰（アタイ）
声 - 劉思岑（リウ・スーツァン）
吐火羅人。フルネームは「泰羅不達米亜·霍米霍克·漢莫拉比（タイロポタミア・ホミホック・ハンムラビ）」。通称「阿泰（アタイ）」。武器は扇子。碧眼、金髪の巻毛の華やかな外見をしている。陽気で社交的な性格。常にバルバット琴（リュート）を持ち歩き、音色と歌声で聞く者を陶酔させる。
滅亡したサーサーン朝ペルシア帝国の王太子で、本名は「泰格拉・伊思艾（テグラ・イースアイ）」。長安に来たのは、王朝の復興と、衰退した国教ゾロアスター教の再興に向けて、唐の兵力を借りるためでもある。
法宝：颶風扇、指輪
颶風扇でハリケーンを起こし、左手の指輪で火、地、雷、水の四つの力を使うことができる。
趙子龍（チャオ・ズーロン）
声 - 北辰（ベイチャン）
鯉の妖怪。サイズは肩に乗るぐらいの小ささ。太行山で鴻俊に拾われ、趙子龍と名付けられた。いつか龍になりたいと願っている。以前人間界にいたことがあり、人間界でのルールや常識についての知識があり、人間界に疎い鴻俊に（良くも悪くも）助言するが、鴻俊にくどいと思われることもある。
駆魔司の一員として受け入れられている。外では人に見られないよう、鴻俊のカバンの中に入って身を隠していることが多い。
原作小説では、鯉の体から人間の両腕と脛毛のある両足が生えており、魚の生臭さがあるという描写である。

### 曜金宮
鳳凰重明が率いる鳥類の一族が住み、太行山の険しい雪山の上に和田玉で築かれた宮殿がある。
重明（チョンミン）
声 - 劉琮（リウ・ツォン）
鴻俊の養父。鳳凰の化身。
青雄、孔宣と兄弟のように育った。かつては妖王だったが、200年前の黒蛟・獬獄との闘いで重傷を負い、人間とは一切関わりを持たないと誓い、曜金宮で暮らしている。人間を嫌っており、初めは人間の血が流れる鴻俊を養育することも拒んだ。言葉や態度は辛辣だが、愛情は深く、鴻俊という名を与えて12年間育てた。自身の涅槃（死）が近づいており、鴻俊の将来を案じている。
青雄（チンシオン）
声 - 魏超（ウェイ・チャオ）
鴻俊の叔父。鵬の化身。
重明、孔宣と共に曜金宮を統べる王の一人。12年前、両親を亡くした幼い鴻俊を太行山に連れ帰り、重明に育てるよう引き渡した。孔宣の死の真相を調べるために人間界と曜金宮を行き来しており、時々帰ってきては鴻俊に人間界の食べ物や伝記小説などを与えている。鲲神（袁昆）から預かった心灯のペンダントを鴻俊に渡し、人間界の陳家の後継者に返すよう言いつけた。人の心を読むことができる。
孔宣（コン・シュエン）
声 - 史澤鯤（シー・ズークン）
鴻俊の実父。鴻俊が幼少期の時に死亡している。孔雀明王の化身。モチーフは封神演義に登場する同名の人物。
人間界で賈毓泽との間に绸星（鴻俊）を儲けたのは、当初は自身の体内にある魔種を取り除くためだった。しかし賈毓泽を愛し、绸星を守りたい思いから人間界に留まった。

### 唐朝
封常清
声 - 孫金梁（スン・ジンリャン）
李景瓏の表兄（いとこ）。唐の武将。杖をついている。
娼楼での一件で駆魔司長史に転属となった際、李景瓏が妖怪を追っていたことを説明したが、妖怪の存在を信じていなかったため、聞く耳を持たず怒り狂った。しかしその後、駆魔司で鯉妖怪の趙子龍を見ることになる。
李龍基
声 - 趙銘州（チャオ・ミンジョウ）
唐の9代皇帝。中国史においては「玄宗」の名で知られる。昔、黒い龍を見たことがある。
楊玉環
声 - 白雪岑（パイシュエツァン）
李龍基の正室。「楊貴妃」の名で知られる美女。
虢夫人
声 - 楊潔（ヤン・ジエ）
楊玉環の姉。
楊国忠
声 - 馮盛（フォン・チャン）
楊玉環の又従兄。唐の政治家。李龍基に命じられ、駆魔司を管轄する上司となる。
高力士
唐の宦官。科挙を取り仕切っているが、科挙に妖怪が関わっているということに懐疑的である。
胡昇
龍武軍の将軍。龍武軍時代の李景瓏の直属の上司。昼間から娼楼に出入りし、娼妓の晋雲と関係を持っていることを李景瓏に知られる。
李亀年
声 - 文靖淵（ウェン・ジンユアン）
李龍基の傍付きの楽師。
李亨
声 - 陳張太康（チンチャンタイカン）
皇太子。朝廷内で楊国忠と対立する。

### 妖族
烏綺雨（ウーチンユー）
九尾の妖狐。朝廷のある人物に成りすましている。科挙を利用し、唐を妖族の支配下に置こうとしている。
獬獄（シェユー）
200年前に鎮龍塔から逃げ出した黒蛟。天魔を復活させ妖族を統治することを目論んでいる。
玉藻雲（ユザオユン）
烏綺雨の姉妹狐。
鯤神／袁昆（ユアンクン）
北方の大海に住む大魚。心灯を友人である青雄に託した。盲目だが、未来を予見することができる。
玄音（シュエンイン）
琵琶の音色で攻撃する女の妖怪。
飛獒（フィアオ）
長安の周辺で村を襲っていた妖怪。鴻俊に飛刀を打ち込まれた。晋雲を殺された憎しみから駆魔司と戦うが、知恵の剣で貫かれ塵となった。
晋雲（ジンユン）
姉妹狐と共に、娼妓として長安に潜り込んでいた妖狐一族の狐。飛獒を庇い命を落とした。
狻猊（スワンニー）
龍生九子の一人。
睚眦（ヤズ）
龍生九子の一人。
覇下（バシャ）
龍生九子の一人。
血羅（シュエルオ）
烏綺雨が人間の血液を集め、作り出した妖怪。血液の持ち主の姿に変身できる。
杜韩青（ドゥ・ハンチン）
声 - 張思王之（チャンスーワンジー）
科挙の受験生。他の受験生から苛められているところを、鴻俊と裘永思に助けられ、鴻俊と友達になる。

### その他
陳（チェン）家
陳子昂の死後、家系は衰退し、母子二人が残されている。心灯の継承者は赤ん坊である。
秦伍（チン・ウー）
李景瓏の龍武軍時代の後輩。

## 設定・用語
離魂花粉
吸い込むと記憶喪失になる粉で、取り扱いには注意が必要。闇市でしか手に入らない貴重なもので、価格は超高額である。主に長安の市井の人々を必要以上に混乱させないよう妖怪を見た記憶を消すため、あるいは妖怪に操られた人を正気に戻すためなどに使われる。

## アニメ
中国のCGアニメスタジオ、「玄機動画」の制作でCGアニメ化。第1期を2020年7月から全12話を配信。第2期を2021年4月から配信。現在第3期を製作中。
日本ではタイトルを「天宝伝説」に改題しネットフリックスで2021年6月30日に日本国内独占配信。音声は中国語のみ。小説版からの改変に伴い、ボーイズラブに関する直接的な表現は避けられている。

### 主題歌
オープニングテーマ
「天地為念」
作詞 - 劉恩汛 / 作曲 - 苟音 / 歌 - 周深
エンディングテーマ
「天宝伏妖録」（第1期　1～6話）
作詞 - 十二兄、洲洲、无比 / 作曲 - Timy丶米茶 / 編曲 - 中意君 / 歌 - 辺江、奇然
「心瓏」（第1期　7～13話）
作詞 - 沈楽平 / 作曲 - 本多友紀（Arte Refact）/ 編曲 - 脇眞富 / 歌 - 汪晨蕊
「余燼」（第2期　1～6話）
作詞 ‐ 茶奶 / 作曲 - 曾晨 / 歌 - 李洪威
「昼与夜」（第2期　7～13話）
作詞 - 尚茶 / 作曲 ‐ 曾晨 / 歌 ‐ HITA
挿入曲
「春江花月夜」（第1期　10話）
作詞 -（唐）張若虚 / 作曲・編曲 - 宏宇、偃仰 / 歌 - 文靖淵

### 各話リスト
サブタイトルは中国語版のみ。
| 話数   | サブタイトル       |
| 第1期  | 第1期              |
| ------ | ------------------ |
| 第1話  | 故夢長安           |
| 第2話  | 校尉蒙座           |
| 第3話  | 駆魔司邸           |
| 第4話  | 香陣彫欄           |
| 第5話  | 幻月蒼狼           |
| 第6話  | 百歩之間           |
| 第7話  | 毛錐無計           |
| 第8話  | 秋闱暗流           |
| 第9話  | 赫赫重楼           |
| 第10話 | 都門血蝕           |
| 第11話 | 須彌芥子           |
| 第12話 | 隠竜飛鵬           |
| 第13話 | 珑荼狐偃           |
| 第2期  |                    |
| 第1話  | 妖満長安、妖気鬼霧 |
| 第2話  | 座動殺心、音尽雨絶 |
| 第3話  | 華清水暖、風波漸平 |
| 第4話  | 聚散依依、凰隠鯉鵬 |
| 第5話  | 禍起西北、烽火城垣 |
| 第6話  | 雪夜驚魄、漢兵疑雲 |
| 第7話  | 涼州歳寒、群狼之首 |
| 第8話  | 黒雲圧城、黎明星現 |
| 第9話  | 戦火燎原、傾城竭墟 |
| 第10話 | 黒铠獅盔、兵臨城下 |
| 第11話 | 黠鬼毒噬、孤城異乱 |
| 第12話 | 氷峨暗戦、夢魇之下 |
| 第13話 | 万千魔障、灯耀众生 |

## 小説
小説版での主なカップリングは李景瓏×孔鴻俊、莫日根×陸許である。晋江文学城にて連載されたオンライン小説では性的表現などに修正が加えられ、97章・101章・117章は読むことができなくなっている。（2021年7月4日現在）
羊城晩報出版社より中国版単行本が出版されている。ボーイズラブに関する表現、性的表現は(全てではないが)大幅にカット、修正されている。書籍版には番外編の小冊子が付き、各キャラクター・カップリングのその後のエピソードなどが描かれている。

## ラジオドラマ
中国のネットラジオ猫耳FMにて、2018年8月7日より配信開始となった。本編は第1期全13話、第2期全12話、第3期全17話、第4期全17話となっており、その他番外編やメイキング・NG集が配信されている。日本での配信は未定。

## 漫画
哔哩哔哩サイト内の哔哩哔哩漫画にて、小説と同名タイトルで2020年1月19日より連載中。キャラクターデザインはアニメ版とは異なる。日本での配信は未定。